# Женская сборная Швеции по водному поло
Женская сборная Швеции по водному поло — национальная ватерпольная команда, представляющая Швецию на международной арене. Управляющей организацией является Федерация плавания Швеции (швед. Svenska Simförbundet, Svensk Simidrott; англ. Swedish Swimming Federation, Sweden Aquatics).

## Результаты выступлений

### Чемпионаты Европы
| Год        | Место          | И              | В              | Н              | П              | ГЗ             | ГП             | +/-            |
| ---------- | -------------- | -------------- | -------------- | -------------- | -------------- | -------------- | -------------- | -------------- |
| 1985       | 8              | 7              | 0              | 0              | 7              | 30             | 127            | -97            |
| 1987       | не участвовали | не участвовали | не участвовали | не участвовали | не участвовали | не участвовали | не участвовали | не участвовали |
| 1989       | 8              | 4              | 0              | 0              | 4              | 21             | 44             | -23            |
| 1991—н. в. | не участвовали | не участвовали | не участвовали | не участвовали | не участвовали | не участвовали | не участвовали | не участвовали |